# Wilden (Bedfordshire)
Wilden – wieś w Anglii, w hrabstwie ceremonialnym Bedfordshire, w dystrykcie (unitary authority) Bedford. Leży 7 km na północny wschód od centrum miasta Bedford i 78 km na północ od centrum Londynu.